# 1248
El 1248 (MCCXLVIII) fou un any de traspàs començat en dimecres del calendari julià.

## Esdeveniments
- Primera referència històrica del topònim Alcoi en el Llibre del Repartiment de 1248, que anomena el riu Serpis Alchoy: «Inter rivum de Alchoy et rivum de Colzentaina».[1]